# 佐久間 (小惑星)
佐久間（さくま、6809 Sakuma）は小惑星帯に位置する小惑星。ハイデルベルク天文台でドイツの天文学者カール・ラインムートが発見した。
川崎天文同好会及び日本変光星研究会の会員であり、戦後復興期より変光星の観測に尽力したアマチュア天文家佐久間精一に因んで命名された。命名の提案者は大石英夫である。